# Sebastian Mierzyński
Sebastian Mierzyński, pseudonim Sebastian Miernicki (ur. 28 października 1972  w Biskupcu na Warmii) – polski dziennikarz.
Ukończył studia historyczne w Wyższej Szkole Pedagogicznej w Olsztynie, w którym mieszka do dziś. Od 1994 roku, pisze felietony w Gazecie Olsztyńskiej. Wykorzystując wiedzę historyczną i podróżniczą, podjął się w 1999 roku pisania kontynuacji z serii „Pan Samochodzik”, zapoczątkowanej przez Zbigniewa Nienackiego. Mierzyński-Miernicki stara się docierać do ludzi o interesujących życiorysach i ciekawych pasjach. Zajmuje się również testowaniem gier komputerowych i pisaniem scenariuszy na potrzeby komiksów. Obecnie pracuje w Muzeum Warmii i Mazur w Olsztynie.
Sebastian Mierzyński jako Sebastian Miernicki jest autorem następujących książek z serii „Pan Samochodzik i…”:
- Twierdza Boyen
- Skarb generała Samsonowa t. 1-2
- Kaukaski wilk
- Skrytka Tryzuba
- „Wilhelm Gustloff”
- Operacja „Królewiec”
- Buzdygan hetmana Mazepy
- Bractwa rycerskie
- Pruska korona
- Szaman
- Gocki książę
- Relikwia krzyżowca
- Pasażer „Von Steubena”
- Zamek Czocha
- Joannici
- Królewska baletnica
- Siódmy wojownik
- Sztolnia „Hexe”
- Przesyłka z Petersburga
- Szyfr profesora Kraka
- Listy Mikołaja Kopernika
- Zamek w Malborku
- Wyspa Sobieszewska
- Janosik
- Zamek w Baranowie Sandomierskim
- Napoleoński dragon

Pod jego własnym nazwiskiem ukazały się trzy książki: Tajemnice zamku w Rynie (2008), Muza Krasickiego (2016) i Tajemnice jeziora Szeląg (2019). O ile tę pierwszą można doliczyć do kontynuacji cyklu  „Pan Samochodzik i…”, gdzie pierwszoplanową postacią jest Paweł Daniec, to w drugiej i trzeciej głównym bohaterem jest alter ego pisarza.